# 順直諮議局

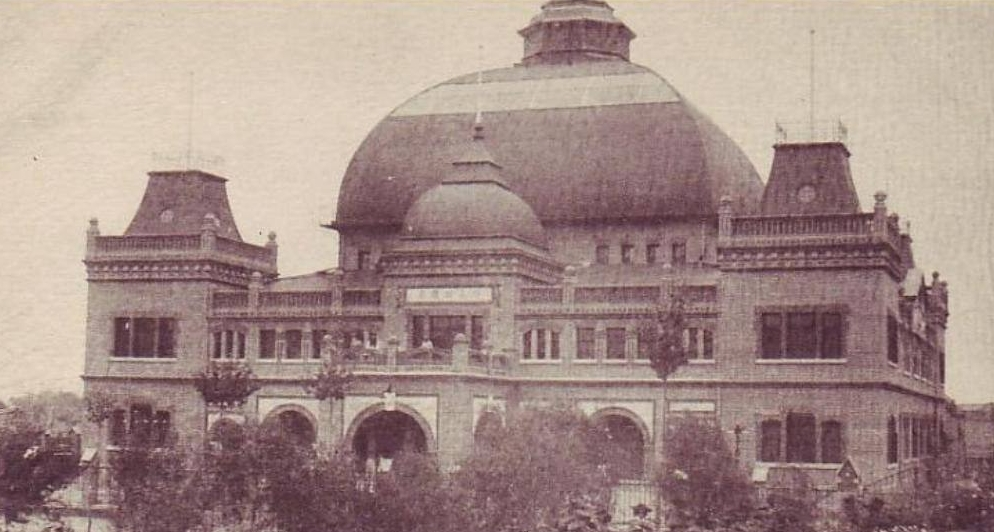
顺直谘议局大楼

顺直谘议局原为直隶谘议局，是1909年10月至1912年5月间中国直隶省的谘议局，是当时直隶省的最高议事机构，于1909年10月14日（清宣统元年九月初一）设址在天津河北区，主要负责直隶省的政策审议、谘询、选举、批准预算等，共有140名议员。辛亥革命后，于1912年5月31日被直隶省临时省议会正式取代。

## 筹备
天津顺直谘议局的成立是清末立宪运动的一部分。1907年（光绪三十一年），清政府在中央筹设资政院，预备立宪，并筹备在各省开办谘议局，1908年7月又颁布了《各省谘议局章程及议员选举章程》，命令全国各省在一年之内成立谘议局。直隶省于1909年10月14日成立了谘议局，在谘议局的筹备期间和成立初期都被称为“直隶谘议局”，但在1910年10月召开的二次常年会前直隶谘议局取得了对直隶境内的两个特殊區域顺天府和热河都统辖区（即內蒙古昭烏達盟和卓索圖盟）的行政审议权之后，又被改称作“顺直谘议局”。由于直隶省為京師要地所在，因此顺直谘议局的活动容易被各方关注。

## 成立与发展

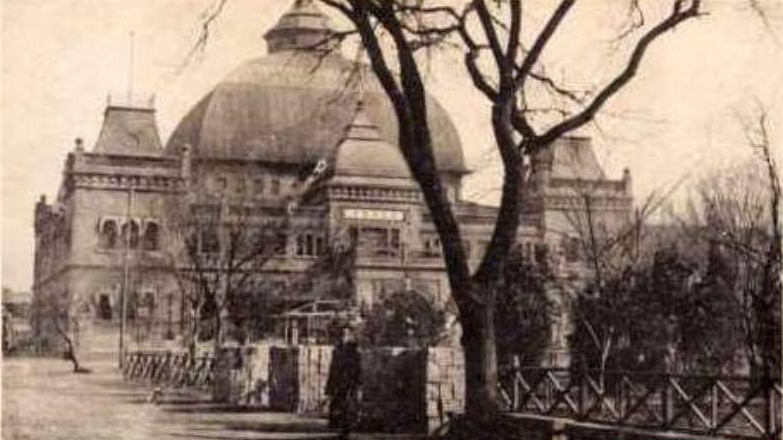
顺直谘议局大楼全貌

按照《谘议局章程》规定，各省谘议局应于每年的农历九月召集一次例会，该例会称为“常年会”或“年会”，会期长度一般为40天，如果有必要可以延长为10天。顺直谘议局成立之后，分别于1909年和1910年举行过两次常年会，当时的会期都是50天。顺直谘议局第一次常年会于1909年10月14日至12月3日在天津举行。会址在天津河北新区劝业会场内谘议局大楼举行，议案涉及教育、农业、商务等问题，会议还选举出代表直隶省出席的资政院议员。顺直谘议局设有谘议局办事处，下分总务科、议事科、会计科、文牍科、庶务科。作为直隶省的议会机构，谘议局的权力却比较有限，它对直隶省总督有一定的监督作用，二者相互牵制，立宪派在谘议局中占有很大比重。

## 解散
1912年1月29日，辛亥天津起义爆发后，顺直谘议局亦曾商议独立事宜。1912年中华民国成立后，直隶省临时省议会取代了顺直谘议局，顺直谘议局正式解散。

## 议员
顺直咨议局议员共计155人，其中定额140人，京师八旗10人，驻防3人，候补2人：
- 议长：阎凤阁
- 副议长：谷芝瑞、王振垚
- 议员：李兰增、赵云书、高书官、张镇诒、王邦屏、郝鸿词、曹克祇、杨蔚林、萧启宗、张庆熙、张铭勋、李恭治、王汝焕、张锡光、姚翼唐、陈树楷、李搢荣、张瑞年、张凤瑞、丁宗峄、刘际熙、李兆佺、崔谨、宋如璋、李渠、张照坤、王丹桂、张冠卿、孙玉峰、王锡泉、齐树楷、田西河、石之梅、吴德镇、仇翰垣、孔宪章、王法勤、刘续曾、翟士杰、长海、王辅仁、马汝典、刘丕承、张其密、高锡恩、罗存瑛、董承荣、沈鸣诗、孟昭文、张澍田、胡学海、范光国、张炳麟、齐桂棻、祖兴绪、张肇隆、聂丹书、李津舟、傅圻、张汝桐、贾文龙、杨箓之、刘春霖、高奎照、张书元、田启琩、马鑅筹、刘锴、籍忠寅、冉汉文、陈甫杰、刘树鑫、刘福田、李士铭、孙洪伊、胡家祺、康景昌、彭国栋、吕邦宪、李镜蓉、商佑、马立中、窦文光、王廷烛、于邦华、高俊浵、李谐韺、董德馨、刘寿山、贾玉铎、王赓汉、朱丕彰、刘澄琛、张凯、王庆麣、田益锟、宋震坤、么立祥、李清源、彭堃、陈洪范、韩有仁、张廷钰、张瑞云、乔培茂、郝士元、路克让、田尔砚、吕昭祥、王庚堂、宋桢、王培心、陆尔修、王宝圭、郑长善、张作梅、赵宜修、张同佩、张之桂、徐莲峰、刘钺、李培真、谷连升、郭方刚、朱培仁、崔润之、呼九泽、王振铎、姬治、袁华林、徐寿光、王国彦、贾睿熙、李恩泽、薛潭、王吉士、聂作宾、张秉(釒熙)、谷钟秀、玉衡、连祺、定禄、李景芳、世英、祥俊、锡林、吉安、林庄、文成、乐绂、文敏、文福